# Kleiner Finsterberg
Der Kleine Finsterberg, auch Finsterberger Köpfchen genannt, ist ein 875 m ü. NHN hoher Gipfel im Thüringer Wald und liegt zwischen Stützerbach und Gehlberg rund 1 km nordnordöstlich des Großen Finsterbergs. Der gesamte Berg ist bewaldet, in seiner Nähe wurde in der Vergangenheit Steinkohle abgebaut.